# Рада Манойлович
Рада Манойлович (на сръбски: Рада Манојловић) е сръбска турбофолк певица.

## Детство
Родена е в Пожаревац, но израства в близкото село Четереже. Завършва гимназия с икономически профил във Велика Плана. Когато е на 19 години, майка ѝ Миряна почива от тежка болест на 40-годишна възраст.
Следва икономика в университета в Крагуевац.

## Музикална кариера
През 2003 година се явява на кастинг в предаването „Звезде Гранда“, но не постига успех.
Първият си албум издава през 2009 година под името „Десет испод нуле“. Вторият ѝ албум, издаден през 2011 година, се нарича „Маракана“.
През 2014 година снима клипа към Alkotest, който има над 40 млн. гледания в „Ютюб“.

## Личен живот
От 2008 до 2012 г. е във връзка с певеца Милан Станкович. След това излиза с баскетболния треньор Момир Гаич.

## Дискография

### Албуми
- Десет испод нуле (2009)
- Маракана (2011)
- Метропола (2016)

### Песни
- Алкотест (2014)
- За бивше љубави (2016)
- Пола два (2017)
- Bolje ona nego ja (2021)